# Mährisch-Schlesischer Sudetengebirgsverein

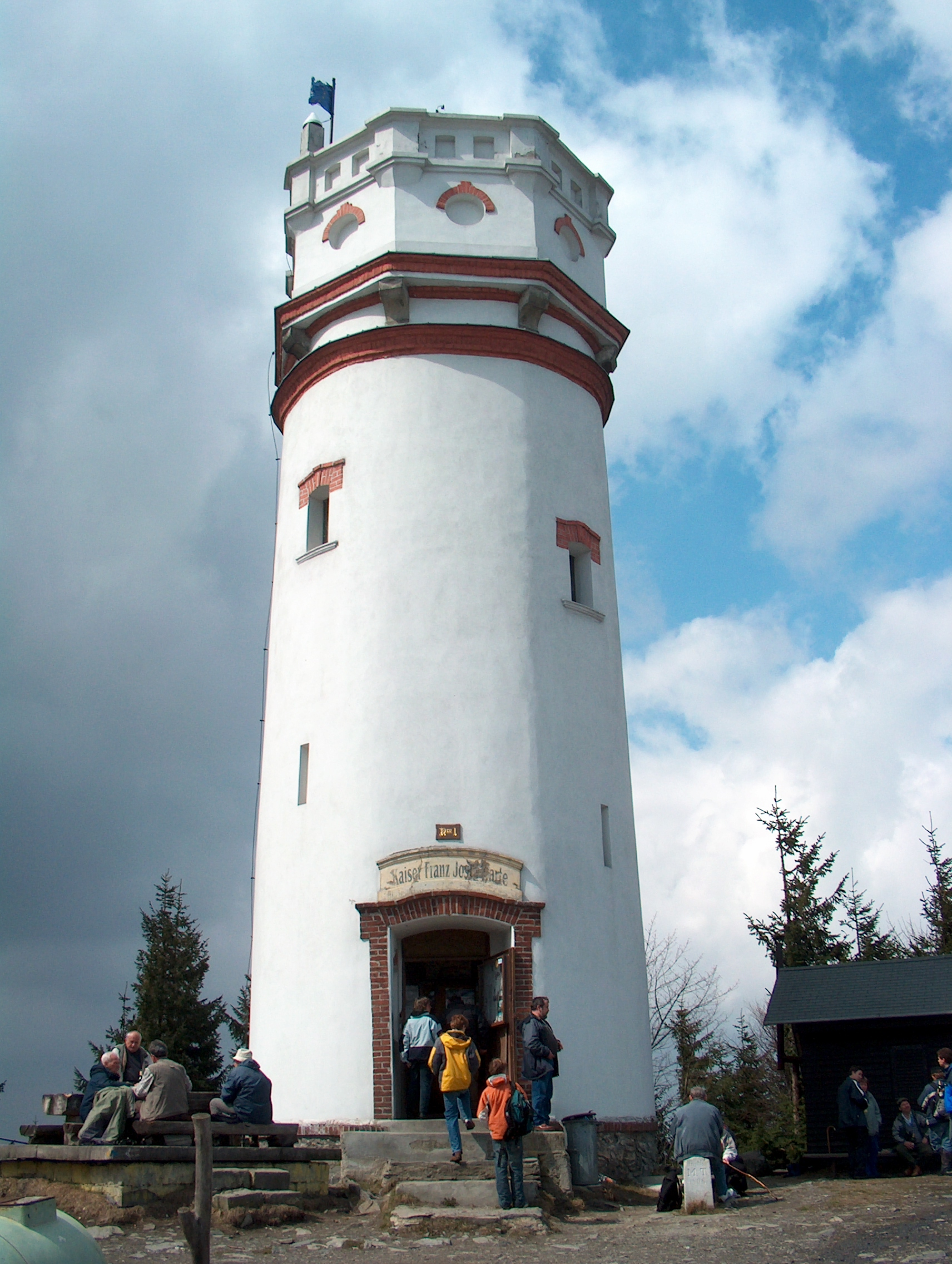
Der älteste Aussichtsturm im Altvatergebirge auf der Bischofskoppe

Der Mährisch-Schlesische Sudetengebirgsverein e. V. (MSSGV) ist ein 1881 in Freiwaldau gegründeter Gebirgsverein. Er ist eingetragen in das Vereinsregister des Amtsgerichts Stuttgart (VR 230051).

## Geschichte
Gegründet wurde der Mährisch-Schlesische Sudetengebirgsverein unter dem Namen Gebirgsverein der mährisch-schlesischen Sudeten und des Altvatergebirges in Freiwaldau von elf Männern, darunter der erste Vorsitzende Johann Ripper. Das Ziel dieses Vereins war die Förderung des Tourismus im Altvatergebirge. Der Vereinsname bezieht sich auf den Hauptkammweg dieses Gebirges, der vom Fichtlich (Smrk) über die Hochschar (Šerák) zum Roten-Berg-Sattel (Červenohorské sedlo) und weiter zum Altvater (Praděd) und zur Hohen Heide (Vysoká hole) führt; denn dort verlief die Grenze zwischen Mähren und Schlesien – daher wurde der Name Mährisch-Schlesischer Sudetengebirgsverein gewählt. Am Kammweg wurden Grenzsteine als Wegmarkierungen gesetzt, in die auf der einen Seite die Buchstaben BB für Bistum Breslau und auf der anderen Seite FL für Fürst Liechtenstein im Herzogtum Troppau und Herzogtum Jägerndorf eingemeißelt wurden.
Nach der Vereinsgründung des MSSGV am 26. April 1881 begann die touristische Erschließung des Altvatergebirges zunächst mit Aktivitäten zum Wegebau. Es wurden 2.000 km Wanderwege markiert und erschlossen. Neben dem Verfassen von touristischer Literatur wurde eine Zeitschrift herausgegeben. Später setzte der Verein seine Aktivitäten mit dem Bau erster touristischer Hütten und im Anschluss daran von Aussichtstürmen fort. Bereits 1882 wurde die Vereinsschrift Altvater erstmals herausgegeben. Der Verein hatte nach einem Jahr seines Bestehens bereits 950 Mitglieder in zehn Ortsektionen und zählte zu Beginn des Zweiten Weltkriegs etwa 12.000 Mitglieder in 45 Zweigvereinen. 1912 wurden die ersten beiden Frauen als Mitglieder aufgenommen, auch wenn sie vorerst nicht an Wanderungen teilnehmen durften.
Der Verein hat und hatte zum Ziel die Pflege des Wanderns, die Zusammenarbeit mit Gebirgs- und Wandervereinen, Volks- und Naturkunde und den Umweltschutz. Der Verein ist kein Heimatvertriebenenverein, sondern Mitglied im Verband Deutscher Gebirgs- und Wandervereine und Mitglied der Europäischen Wandervereinigung. Von 1922 bis 1938 war dem MSSGV von Seiten tschechoslowakischer Behörden die Mitgliedschaft im Deutschen Wanderverband untersagt. Die Zweigvereine aus dem deutschen Schlesien führten die Mitgliedschaft als Schlesischer Sudetengebirgsverein fort. Dieser entstand am 17. September 1922 in Neisse und war nach kurzfristiger Wiedereingliederung während der Zugehörigkeit des Sudetenlandes zum Deutschen Reich ab 1949 wieder eigenständiger Wanderverein im Deutschen Wanderverband mit Sitz in Hagen, bevor er 1971 aufgelöst wurde.

## Sektionen im Sudetenland
- Troppau (Opava)
- Mährisch Ostrau (Ostrava)
- Mährisch Schönberg (Šumperk)
- Olmütz (Olomouc)
- Jauernig (Javorník)
- Weidenau (Vidnava)
- Freiwaldau (Jeseník)
- Zuckmantel (Zlaté Hory)

## Sektionen in Schlesien
- Ziegenhals (Głuchołazy)
- Neisse (Nysa)

## Aussichtstürme und Wanderheime

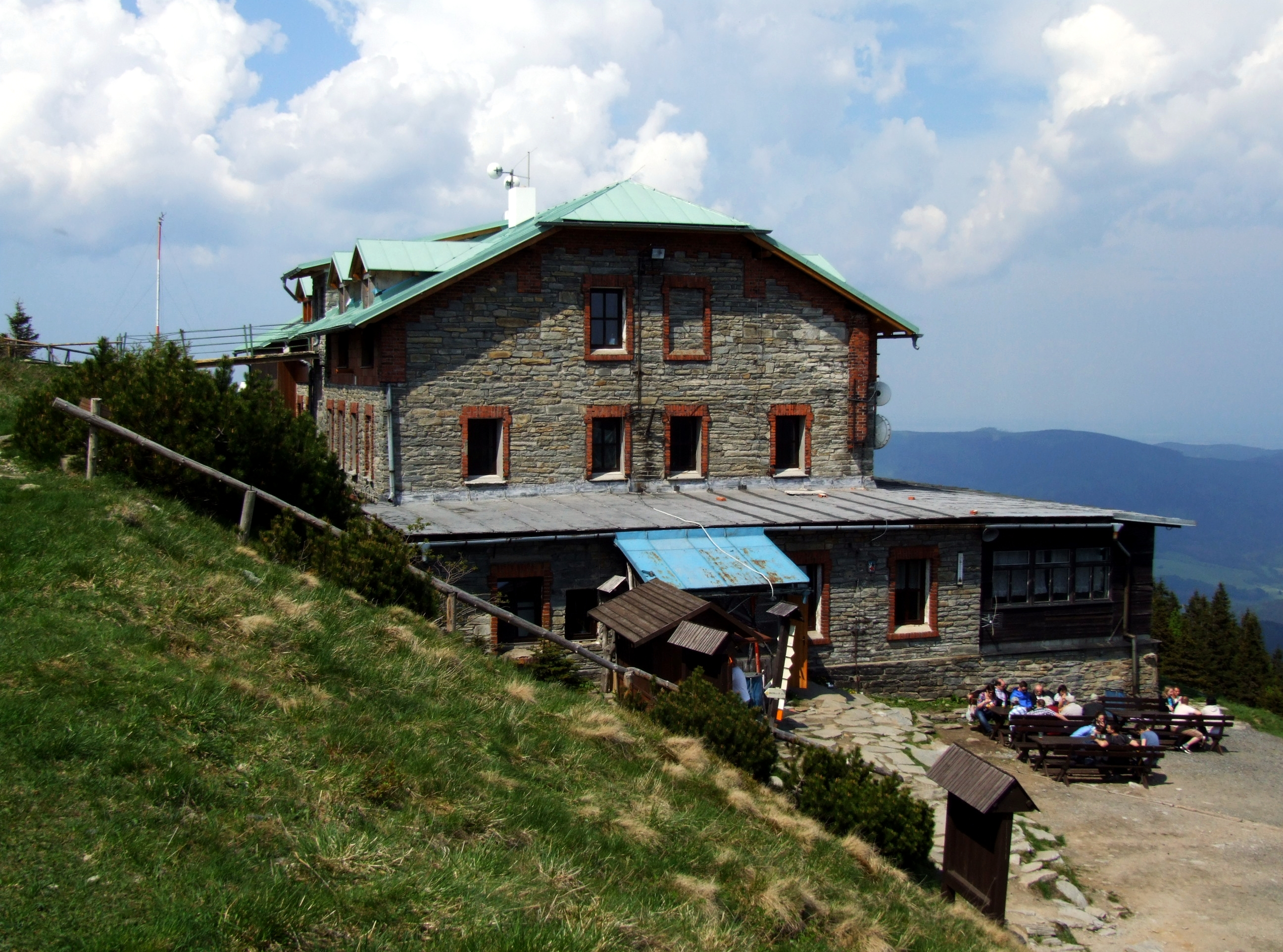
Georgschutzhaus auf der Hochschar (Chata Jiřího na Šeraku)

Im Jahre 1898 baute die Sektion Zuckmantel (Zlaté Hory) einen 18 m hohen Aussichtsturm auf der Bischofskoppe (Biskupská kupa), auf der es bereits 1891 einen ebenso hohen Holzturm gab. Zu Ehren des österreichischen Kaisers Franz Joseph I. erhielt der Turm den Namen Kaiser-Franz-Joseph-Warte. Die Sektion Freiwaldau erstellte 1892 die 26 m hohe Freiwaldauer Warte auf der Goldkoppe (Zlatý Chlum). 1903 folgte der Bau der 30 m hohen Liechtensteinwarte auf dem Burgberg (Přední Cvilínský kopec) unweit von Jägerndorf (Krnov). Auf dem Altvater (Praděd) begann der MSSGV 1904 mit dem Bau des 32,5 m hohen Altvaterturms, der auf Grund von baulichen und witterungsbedingten Problemen erst im Jahre 1912 in Betrieb genommen werden konnte und 1959 zusammenstürzte. Die Aussichtstürme auf der Bischofskoppe und Goldkoppe und dem Jägerndorfer Burgberg bestehen bis zum heutigen Tag und sind für die Öffentlichkeit zugänglich.
Neben den Aussichtstürmen baute der MSSGV Wanderheime im Sudetenland, die Bergbauden genannt wurden. 1884 entstand das Georgschutzhaus auf der Hochschar (Chata Jiřího na Šeraku). 1896 erwarb die Sektion Mährisch Schönberg (Šumperk) den „Berggeist“ (Skřítek) bei Kleppel (Klepáčov). Ferner wurden das Liechtensteinschutzhaus am Spieglitzer Schneeberg (polnisch Śnieżnik Kłodzki, tschechisch Králický Sněžník) und die Schutzhäuser auf der Heidelkoppe (Borůvková hora), das Schlesierhaus (Chata Paprsek) am Tietzhübel, die Schutzhäuser am Roten-Berg-Sattel (Červenohorské sedlo), die Kesselbaude bei Bärn (Moravský Beroun), die Fichtensteinbaude (Chata Smrčník) bei Lindewiese (Lipová-lázně), das Rudolphheim auf der Bischofskoppe und die Heinrichshöhe (Jindřichova vyhlídka) oberhalb von Verlorenwasser (Ztracená Voda) bei Wallstein (Valštejn) errichtet. Darüber hinaus machte der MSSGV Aussichtsfelsen besteigbar und brachte Wanderkarten und Wanderführer heraus.

## Heute
1954 wurde der MSSGV in Kirchheim unter Teck von Franz Peschel wieder gegründet. 1984 wurde dem Verein die Eichendorff-Plakette verliehen. Der Verein hat heute seinen Hauptsitz in Kirchheim unter Teck und hat mehrere Vereine in der Tschechischen Republik. Die Vereinigung setzt sich nicht mehr nur aus ehemaligen Sudetendeutschen zusammen, sondern sie hat in 15 weiteren Ländern mehr als 4.000 Mitglieder. Der Verein betreibt mit seinen Vereinsmitgliedern vier eigene Wanderheime, davon drei in Deutschland und eines in Österreich: Altvaterbaude in Lenningen-Schopfloch in Baden-Württemberg, Hergertsmühle in der Nähe von Neukirchen bei Seigertshausen in Hessen, Haus Altvater in Kirchbichl in Österreich bei Kufstein und das Haus Vulkaneifel bei Gerolstein in Rheinland-Pfalz. Der Verein gibt viermal pro Jahr seine Zeitschrift „Altvater“ heraus.